# Coopernookia georgei
Coopernookia georgei är en tvåhjärtbladig växtart som beskrevs av Carolin. Coopernookia georgei ingår i släktet Coopernookia, och familjen Goodeniaceae. Inga underarter finns listade i Catalogue of Life.